# 麦迪逊县机场 (俄亥俄州)
39°55′58″N 083°27′43″W / 39.93278°N 83.46194°W

麦迪逊县机场（英語：Madison County Airport）是美国俄亥俄州麦迪逊县的一座民用机场，距离该县县治伦敦市中心约3英里，由麦迪逊县机场管理局运营。 
虽然大多数美国机场使用相同的FAA及 IATA三字代码，但麦迪逊县机场并没有IATA代码。

## 设备和飞机
麦迪逊县机场占地148英畝（60公頃），有一条4,001 x 75英尺 (1,220 x 23米)方向9/27的柏油跑道。在2007年4月20日前的一年里，该机场共有41,410次起降，平均每日113次，其中95%为通用航空，5%为军事飞机，另有不到1%的空中的士。